# Związek Towarzystw Młodzieży w Prusach Wschodnich
Związek Towarzystw Młodzieży w Prusach Wschodnich – polski związek organizacji młodzieżowych funkcjonujący na terenie Prus Wschodnich w latach 1923–1939.

## Historia
Związek został założony 3 listopada 1923 w Domu Polskim w Olsztynie. Jego powołanie było efektem konkluzji, że praca z młodzieżą ma ogromne znaczenie dla utrzymania polskości na terenach zajmowanych przez Niemcy i nie wystarczy działanie jedynie organizacji przeznaczonych dla dorosłych. Organizacje młodzieżowe mogły utrzymać ciągłość pokoleń walczących o polskość, a jednocześnie były trudne do inwigilacji i zwalczania przez Niemców. Pierwsze koło młodzieży polskiej powstało 16 listopada 1922 w Olsztynie, a dziewięć następnych w Gietrzwałdzie, Lesznie, Gutkowie, Stanclewie, Wrzesinie, Rożnowie, Biskupcu, Gryźlinach i Mokinach. Na Powiślu, z inicjatywy Franciszka Barcza, sformowano kluby sportowe w Postolinie, Starym Targu, Trzcianie, Zajezierzu i Waplewie, jak również koła śpiewacze w Sztumskiej Wsi, Nowym Targu i Sztumie. Z czasem funkcjonowanie tych wszystkich niezależnych od siebie organizacji wymagało koordynacji, co zaowocowało propozycją zjednoczeniową wysuniętą przez działaczy Związku Polaków w Niemczech. W celu realizacji tego zamysłu powołano komisję, którą kierował Jan Schreiber.
Zjazd założycielski odbył się 3 listopada 1923 w Olsztynie, w okresie kiedy to koła zrzeszały 960 dziewcząt i chłopców (600 na Warmii, 300 na Powiślu i 60 na Mazurach). Warmię reprezentowało jedenastu delegatów, Powiśle dziesięciu, a Mazury tylko Gustaw Leyding. Obradom przewodniczył Jan Schreiber. Uchwalono wówczas statut oraz wybrano władze. Organizacja związku była dwustopniowa. Pracę koordynowała rada wykonawcza i trzej sekretarze, odpowiednio na Warmię, Powiśle i Mazury.
Głównym celem działalności organizacji była koordynacja działań dotyczących oświaty oraz wychowania, tak narodowego, jak i chrześcijańskiego. Organizowane były w tym celu prelekcje, urządzano inscenizacje i recytacje wierszy polskich poetów. Wyjeżdżano też na zajęcia Uniwersytetu Ludowego w Dalkach, Odolanowie i Zagórzu. Mikołaj Dorsz prowadził kursy przysposobienia do zawodu rolnika. Zapraszano działaczy patriotycznych i narodowych (Bolesław Limanowski, Antoni Osuchowski, czy Michał Kajka).
Sytuacja członków uległa pogorszeniu w latach 30. XX wieku, kiedy to władzom niemieckim przyszły z pomocą ogólne zarządzenia państwowe instytucjonalizujące system wychowania młodego pokolenia obywateli Rzeszy. Członkowie Związku Towarzystw Młodzieży, jak również ich rodzice byli wówczas szykanowani przez władze niemieckie.
Szykany i przyczyny organizacyjne spowodowały, że w 1930 zrezygnowano z planowanego utworzenia polskiej organizacji młodzieżowej obejmującej obszar całej Rzeszy. Ograniczano się jedynie do utrzymania kierownictw lokalnych podporządkowanych Związkowi Polaków w Niemczech (Olsztyn, Opole, Berlin, Bochum i Złotów). Spowodowało to pewne ograniczenie dynamiki rozwoju polskiego ruchu młodzieżowego na terenie ówczesnych Niemiec. Według prof. Wojciecha Wrzesińskiego znaczenie związku dla procesu wychowania polskiej młodzieży na Warmii, Mazurach i Powiślu było i tak zbliżone do znacznie większego Związku Polaków w Niemczech. 
Członkowie organizacji prowadzili działalność podczas plebiscytu na Warmii i Mazurach, wydawali swój organ prasowy – Życie Młodzieży (pierwszy numer wyszedł 12 października 1924, a ostatni w 1930), a także zakładali biblioteki, czytelnie i świetlice wiejskie. Do najważniejszych działaczy organizacji należeli m.in. Juliusz Malewski, Walenty Habandt, August Szarkowski, Czesław Gawroński, Paweł Sowa i Jan Lenga. Związkowi bezinteresownie pomagał poseł Jan Baczewski. Istotne zasługi położyli też Franciszek Barcz, Michał Kajka, Fryderyk Leyk, ksiądz Walenty Barczewski, Dominik Ochendal i Wiktor Czodrowski.
W 1939, po agresji Niemiec na Polskę, zaczęto aresztowania członków związku. Część z nich wywieziono do niemieckich obozów koncentracyjnych, gdzie niektórych zamordowano. 18 listopada 1983 w Domu Polskim w Olsztynie odbyło się uroczyste spotkanie z okazji 60-lecia powstania związku.